# NGC 5805
NGC 5805 ist eine 15,0 mag helle linsenförmige Galaxie vom Hubble-Typ E/SB0 im Sternbild Bärenhüter. 
Sie wurde am 3. April 1854 vom irischen Astronomen R. J. Mitchell, einem Assistenten von William Parsons, entdeckt.
Moderne Angaben, die diese Galaxie mit PGC 53381 gleichsetzen, haben sich auf Grund der von Mitchell angefertigten Skizzen vom Sternenhimmel als falsch herausgestellt.